# Aerostàtica

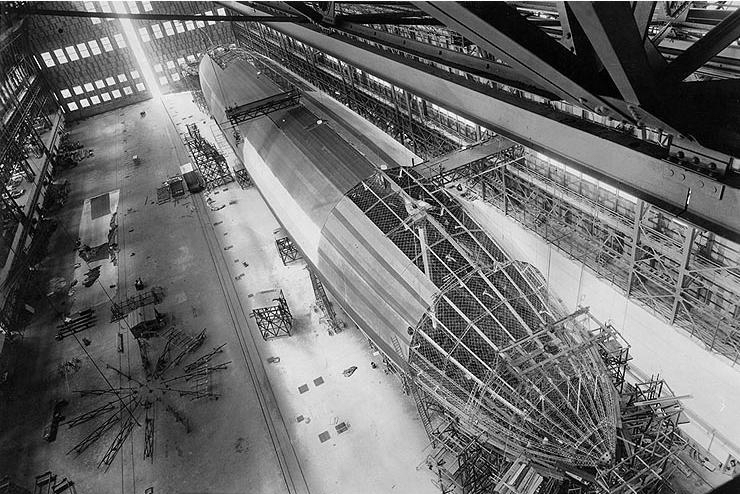
Els dirigibles utilitzen el principi de l'aerostàtica.

L'aerostàtica és la part de la física que estudia l'equilibri dels gasos i de l'aire que no estan en moviment, i l'equilibri dels cossos immòbils en l'aire o en altres gasos. L'estudi corresponent dels gasos en moviment es diu aerodinàmica. És un subcamp de la hidroestàtica, també coneguda com a estàtica de fluids.
L'aerostàtica estudia l'assignació de la densitat, especialment en l'aire. Una de les aplicacions d'aquesta és la fórmula baromètrica.
Un aerostat és més lleuger que una nau aèria, tal com un dirigible o un globus, que utilitza els principis de l'aerostàtica de flotabilitat.

## Campos d'estudi
- Fluctuació de la pressió atmosfèrica
- Composició de l'aire
- Secció transversal de l'atmosfera
- Densitat del gas
- Difusió de gas en el sòl
- La pressió del gas
- Teoria cinètica de gasos
- Pressions parcials en mescles de gasos
- Mesurament de la pressió